# 藤井隆の胸キュン!アイドル天国
『藤井隆の胸キュン!アイドル天国』（ふじいたかしのむねキュンアイドルてんごく）は、歌謡ポップスチャンネルで2013年11月28日から2014年5月18日まで放送された番組。

## 番組概要
1970年代から1980年代に活躍した女性アイドルについて、思い出トークを展開するバラエティ番組である。
司会は藤井隆。毎回様々なゲストを招き、独自の切り口によるテーマで当時の女性アイドルについてのトークを繰り広げる。
またテーマにゆかりのあるアイドル歌謡曲にあわせて現役スクールメイツがダンスを披露、当時の雰囲気を番組内で再現する。
スクールメイツメンバーによるダンスや振りなどの裏話も披露する。
ナレーターは國分和人が務める。

## 番組内容
| 放送回数 | タイトル                     | ゲスト                                        | スクールメイツ・ダンス曲                                                   |
| -------- | ---------------------------- | --------------------------------------------- | -------------------------------------------------------------------------- |
| 1        | アイドル誕生！               | 吉田照美(フリーアナウンサー)                  | まっ赤な女の子(小泉今日子)、年下の男の子(キャンディーズ)                   |
| 2        | ラジオとアイドル             | 吉田照美(フリーアナウンサー)                  | 夏の扉(松田聖子) 、「C」(中山美穂)                                         |
| 3        | アイドルに振付けあり！       | 三浦亨(振付師）                               | わたしの彼は左きき(麻丘めぐみ) 、ペッパー警部(ピンク・レディー)            |
| 4        | アイドル曲進化論             | 宇多丸（アイドル評論家）                      | ときめきのアクシデント(原田知世)、ハートブレイク太陽族(スターボー)         |
| 5        | アイドル発掘！               | 福田時雄（ サンミュージックグループ名誉顧問） | はじめての出来事(桜田淳子)、青い珊瑚礁(松田聖子)                           |
| 6        | アイドルとヒットチャート     | 垂石克哉 （オリコン取締役）                   | ファースト・デイト(岡田有希子)、セーラー服を脱がさないで(おニャン子クラブ) |
| 7        | 『明星』編集者がみたアイドル | 金谷幹夫 （元月刊明星編集部員）               | わたしの青い鳥(桜田淳子)、ひと夏の経験(山口百恵)                           |
| 8        | 中森明夫のアイドル論         | 中森明夫（作家・コラムニスト）                | 17才(南沙織)、UFO (ピンク・レディーの曲)                                   |
| 9        | アイドルと映画               | 大林宣彦（映画監督）                          | セーラー服と機関銃(薬師丸ひろ子)、時をかける少女 (原田知世)                |
| 10       | 構成作家が語るアイドル       | 奥山コーシン（構成作家）                      | センチメンタル・ジャーニー (松本伊代の曲)、少女A(中森明菜)                 |
| 11       | アイドルと音楽プロデュース   | 酒井政利（音楽プロデューサー）                | 色づく街(南沙織)、水色の恋(天地真理)                                       |
| 12       | アイドルよ永遠に！           | ミッツ・マングローブ（タレント・歌手）        | 花しぐれ(高田みづえ)、夏のヒロイン(河合奈保子)                             |

※各回のオープニング曲は、なんてったってアイドル（小泉今日子）

## レギュラー出演者
藤井隆 (司会)
スクールメイツ (ダンス)
- 和田まな　（リーダー）
- 灰原ジェニー
- 二本松美希
- 渡邊奈々穂(1,3 - 8,11 - 12)
- 臼坂麻由(1 - 4,7 - 8)
- 奥野真麻(1 - 2,5 - 12)
- 渡辺桃香(1 - 2,7 -8,11 - 12)
- 佐藤鮎美(3 - 6,9 - 10)
- 山口わか菜(9 - 10)

國分和人 (ナレーター)

## スタッフ
- 構成：さらだたまこ
- 振付：渡辺美津子
- 撮影：田中一博、柴崎秀樹、黒澤真琴、土肥桂介(1 - 4,11 - 12)、一戸敦至(1 - 2,5 - 6,9 - 12)、安食仁美(3 - 4)、松山慎治(7 - 8)、山口正悟(7 - 8)、鵜原幸治(9 - 10)
- 音声：後平淳一(1 - 6)、永井強(7 - 8)、小池隆(9 - 12)
- 照明：四野宮伸恭、三浦隆(1 - 4,7 - 12)、菅原佑介(1 - 2,5 - 6)、吉原由樹(3 - 4)、橋本祐希(5 - 6)、岩井千知(7 - 8)、正田悠斗(9 - 12)
- ＣＧ：松山真浩
- 音効：斎藤英規
- 編集：飯塚崇浩、湯川佳苗
- ＭＡ：轟茂実
- 制作進行：佐藤寛一、水沢斐名美(1 - 10)、山下智也(1 - 4,7 - 8,9 - 12)、須原直人(5 - 6,9 - 12)、藤元勇二(11 - 12)
- 写真提供：集英社(7)
- 協力：(有)東京音楽学院、美津子ダンスカンパニー、カラオケ本舗まねきねこ
- 編成：小野崇
- 広報：石田翼
- ディレクター：寺田嘉信(1 - 2,5 - 6,9 - 10)、金子雅伸(3 - 4,7 - 8,11 - 12)
- プロデューサー：菅野真衣、岩田久範
- 制作協力：共立映像
- 制作著作：歌謡ポップスチャンネル